# 버킹엄셔주
버킹엄셔주(Buckinghamshire)는 잉글랜드의 주로 주도는 에일즈베리, 최대 도시는 밀턴킨스다. 17세기 의원 존 함프덴은 이곳을 지역구로 삼았다. 에드먼드 버크의 사망지는 버킹엄셔주 비컨즈필드다.
면적은 1,874km2, 인구는 756,600명(2014년 기준), 인구 밀도는 404명/km2이다.

## 지리
버킹엄셔 주의 남동쪽으로는 그레이터런던, 남쪽으로는 버크셔주, 서쪽으로는 옥스퍼드셔주, 북쪽으로는 노샘프턴셔주, 북동쪽으로는 베드퍼드셔주, 동쪽으로는 하트퍼드셔주와 접한다.

## 같이 보기
- 벅스군